# Мужчины не плачут (фильм, 1968)
«Мужчины не плачут» (эст.: Mehed ei nuta) — советский фильм 1968 года, снятый на киностудии «Таллинфильм» режиссёром Сулевом Ныммиком.
Культовая комедия в Эстонии, на 2021 год входит в ТОП-101 эстонский фильм, фразы из фильма стали крылатыми и знакомы каждому эстонцу.
Сценарий написан писателем Энн Ветемаа по идее рассказа Владимира Санина «Остров Весёлых Робинзонов».

## Сюжет
Фильм основан на реальных, хоть и печальных событиях, произошедших в истории эстонской медицины— начальный титр фильма
По радио звучит объявление, что для страдающих бессонницей открыт специальный новейший санаторий, и любой желающий может получить направление обратившись в поликлинику. Собирается группа мужчин, но у каждого из них есть своя, часто довольно странная причина бессонницы…

Санаторий… Санаторий — это отдых, бар, женщины, музыка! Я абсолютно здоровый человек и хочу иметь все это!— фраза из фильма
Медсёстры, видя, что мужчины на самом деле здоровее всех, решают проучить этих симулянтов — и полдюжины «страдающих бессонницей» отправляют на необитаемый остров с полуразрушенным рыбачьим домиком, который представляют как новое отделение санатория.
«Больные бессонницей» понимают, что три медсестры собираются дать им единственное полезное лекарство в котором они нуждаются — жёсткую терапию — свежий воздух и работу.

Дарвин, знаменитый ученый, который, как вы знаете, изобрел Дарвинизм, он сказал: Труд превращает обезьяну в Человека — с большой Буквы— фраза из фильма
Пациенты решают не подчиняться. Пережив первый испуг и осознав, что их возмущение таким поворотом дел ни к чему не приведёт, они начинают планировать безумные планы побега с острова.
Каждый находит для себя активную деятельность, которая должна в конечном итоге спасти себя и своих, бессонных товарищей с острова. События разворачиваются во фантазийных ситуациях, таких как эпизод со строительством плота, попытка певца убраться с острова вплавь, ипохондрик решается соблазнить медсестру, что выливается в романтические чувства обоих, и она раскрывает ему тайну — это не остров, а полуостров, и настоящий санаторий всего в нескольких километрах.

## В ролях
Больные бессонницей:
- Эрвин Абел — ипохондрик
- Калью Караск — певец
- Эндел Пярн — обжора
- Вольдемар Куслап — донжуан
- Антс Лаутер — большой начальник
- Лео Нормет — примерный семьянин

Три медсестры:
- Лия Лаатс — медсестра
- Хелле Юксар — молодая медсестра
- Софи Соояэр — пожилая медсестра

В эпизодах:
- Сулев Ныммик — профессор
- Велло Вийсимаа — доктор
- Прийт Пераметс — парень
- Марика Мерилоо — девушка
- Хельмут Вааг — глава спасательной службы
- Эрих Рейн — милиционер
- Юрий Макаров — мальчишка в тельняшке
- Харди Тийдус — капитан иностранного судна

Кроме того в титрах юмористически указано:
«В фильме снимались мужики с Варбала, что в окрестностях города Пярну, а также разный сброд с острова Муху»

## Музыка и стихи в фильме
Музыка, как отмечается, даёт фильму «половину» — и оригинальная музыка, созданная для фильма Юло Винтером, и остроумный выбор арий из опер Джакомо Пуччини которые поёт Калью Караска — сам оперный певец исполняющий в фильме роль певца — сначала арию Рудольфо из оперы «Богема», а затем, грустно сидя, арию Каварадосси из оперы «Тоска».
Сцена чтения парнем своей девушке стихов («Я вспаханное поле. Ты овес, который не был посеян…») входит в десятку самых ярких поэтических сцен эстонского кино — стихи, без указания авторства в фильме, взяты из сборника Александра Суумана «О, этот человек» (1963) — смешные, добродушно глупые стихи, и неуклюжая душевность интонации их чтения, соответствуют настроению фильма, комизм подчёркивается тем, что «поэтическая сцена не важна в сюжете, с таким же успехом Приидик мог бы прочитать телефонную книгу своей девушке».